# Черновка (Кинель-Черкасский район)
Черно́вка — село в Кинель-Черкасском районе Самарской области России. Административный центр сельского поселения Черновка.

## География
Село находится в восточной части Самарской области, в пределах Высокого Заволжья, в лесостепной зоне, на берегах реки Черновка, на расстоянии примерно 13 км (по прямой) к юго-западу от села Кинель-Черкассы, административного центра района. Абсолютная высота — 70 м над уровнем моря.
Климат
Климат характеризуется как умеренно континентальный, с холодной малоснежной зимой и жарким сухим летом. Среднегодовая температура воздуха — 4,1 °С. Средняя температура воздуха самого тёплого месяца (июля) — 20,7 °C (абсолютный максимум — 40 °C); самого холодного (января) — −13 °C (абсолютный минимум — −43 °C). Среднегодовое количество атмосферных осадков составляет 469 мм, из которых 297 мм выпадает в период с апреля по октябрь. Снежный покров держится в течение 147 дней.
Часовой пояс
Село Черновка, как и вся Самарская область, находится в часовой зоне МСК+1. Смещение применяемого времени относительно UTC составляет +4:00.

## Население
| 2010 | 2013  | 2014  |
| ---- | ----- | ----- |
| 1374 | ↗1419 | ↗1451 |

Половой состав
По данным Всероссийской переписи населения 2010 года в гендерной структуре населения мужчины составляли 47,5 %, женщины — соответственно 52,5 %.
Национальный состав
Согласно результатам переписи 2002 года, в национальной структуре населения русские составляли 70 % из 1396 чел.

## Известные уроженцы
- Иванов, Николай Васильевич (1926—1989) — советский деятель сельского хозяйства, Герой Социалистического Труда.